# Gambiranom (Baturetno)
Gambiranom is een bestuurslaag in het regentschap Wonogiri van de provincie Midden-Java, Indonesië. Gambiranom telt 3946 inwoners (volkstelling 2010).